# Гуараси (Сан-Паулу)
Гуараси (порт. Guaraci)  —  муниципалитет в Бразилии, входит в штат Сан-Паулу. Составная часть мезорегиона Сан-Жозе-ду-Риу-Прету. Входит в экономико-статистический  микрорегион Сан-Жозе-ду-Риу-Прету. Население составляет 9610 человек на 2006 год. Занимает площадь 638,820 км². Плотность населения — 15,0 чел./км².
Праздник города —  30 ноября.

## Статистика
- Валовой внутренний продукт на 2003 составляет 127.763.463,00 реалов (данные: Бразильский институт географии и статистики).
- Валовой внутренний продукт на душу населения на 2003 составляет 13.798,84 реалов (данные: Бразильский институт географии и статистики).
- Индекс развития человеческого потенциала на 2000 составляет 0,758 (данные: Программа развития ООН).